# Never Understand
Never Understand è un singolo del gruppo musicale britannico The Jesus and Mary Chain, pubblicato il 22 febbraio 1985 come primo estratto dall'album Psychocandy.
È considerato influente per l'uso del feedback sulla chitarra.
Il singolo raggiunse il nº 47 della classifica britannica.

## Tracce
Testi e musiche di J. Reid e W. Reid, tranne ove indicato.

### 7"
Lato A
1. Never Understand - 2:54

Lato B
1. Suck - 2:07

### 12"
Lato A
1. Never Understand - 2:54

Lato B
1. Suck - 2:07
2. Ambition - 3:31 (Vic Godard)

## Formazione
- Jim Reid - voce
- William Reid - chitarra
- Douglas Hart - basso
- Bobby Gillespie - batteria